# Fontanile
Fontanile (Fontanij in piemontese) è un comune italiano di 472 abitanti della provincia di Asti in Piemonte.

## Storia
Gli storici ritengono che il paese possa essere stato fondato tra il IV ed il V secolo, quando gli abitanti delle vallate furono costretti a ritirarsi il luoghi elevati per proteggersi dalle invasioni barbariche. Il nome del paese compare la prima volta in un documento che risale al 1042, ora conservato all'Archivio di Stato di Torino, in cui veniva citato come Fontinalis. Tra il XII ed il XII secolo si trova invece Fontanellis e in un documento Fontanis, ma a livello locale inizia ad essere usato il nome Fontanilis, che compare inizialmente negli statuti di Mombaruzzo del 1337 ed in seguito in altri atti notarili. Nel passaggio dal latino all'italiano a Fontanilis si è sostituito l'attuale Fontanile, che significa "terra ricca di acque sorgive".

### La costruzione della Villa
Nella prima metà del X secolo il paese venne saccheggiato dai Saraceni ed in seguito, dal 950, iniziò la costruzione di un borgo fortificato che comprendeva un fossato e due ordini di mura difensive. L'ordine più esterno era a forma rettangolare e aveva quattro torri difensive, che portavano il nome delle famiglie più importanti di Fontanile. Queste mura erano inoltre munite di due porte con altrettanti ponti levatoi: Porta Soprana a Nord-Est e Porta San Giovanni Battista a Sud-Ovest. Fra le torri inizialmente presenti, solo quella Ansaldi esiste ancora oggi ed è ben conservata, mentre di quelle Mussano, Ferrario e Fulco si è preso traccia nel corso dei secoli. Accanto alla torre Ferrario si trovava un possente bastione con una torre quadrata: nel XV secolo era formata da due piani adibiti ad alloggio per i soldati e da una terrazza merlata, mentre le prigioni erano situate nel sottosuolo. La cinta di mura interne racchiudeva un quartiere chiamato "Villa" negli atti notarili del tempo.
 Il borgo fortificato era quindi diviso in tre parti: due parti laterali denominate Airali e una centrale. La parte centrale era in realtà una casaforte di tre piani che sorgeva sull'attuale piazza San Giovanni Battista.

### Il basso medioevo ed il Cinquecento
Dalla metà del X secolo Fontanile faceva parte del Marchesato di Incisa che, dalla fine dell'XI secolo divenne parte del feudo del Marchese del Monferrato. Verso l'inizio del 1300 Fontanile ed altri cinque paesi (Mombaruzzo, Castelletto Molina, Quaranti, Maranzana e Casal Dagna) iniziarono a far riconoscere dal Marchese il diritto di auto gestirsi. Questo autonomia venne riconosciuta negli Statuti del 1337, documenti che regolavano la vita civile di ogni comunità. Il Consorzio si sciolse all'inizio del Quattrocento, ma gli Statuti continuarono ad essere utilizzati fino al 1532. Il 23 marzo 1435 Fontanile passò allo Stato Sabaudo, sotto il re Amedeo VIII, ma già nel 1437 tornò a far parte del Marchesato del Monferrato. Nel 1532 il marchese Gian Giorgio del Monferrato approvò dei nuovi Statuti che sostituivano quelli del 1337.
Il 18 febbraio 1557, su disposizione della Duchessa di Mantova Margherita Paleologa, il Senato, organo giudiziario del Marchesato ed in seguito del Ducato del Monferrato venne trasferito da Acqui a Fontanile. Nel 1559 la stessa Duchessa concesse la possibilità di tenere il mercato settimanale di giovedì.
Nel 1558 il conte Michele Peretti divenne il sovrano del Marchesato d'Incisa. Egli tentò di imporre vecchi diritti feudali e si attirò a tal punto le antipatie della popolazione che i fontanilesi chiesero aiuto a Vincenzo I Gonzaga. Il Duca di Mantova, in cambio di un pagamento di duemila crosoni, cacciò il marchese Peretti e lo sostituì con i marchesi Bevilacqua nel 1606.

### Simboli
Lo stemma e il gonfalone sono stati concessi con decreto del presidente della Repubblica del 5 marzo 1973.
(D.P.R. del 5 marzo 1973)
Il gonfalone è un drappo partito di bianco e di azzurro.

## Società

### Evoluzione demografica
Abitanti censiti

## Amministrazione
Di seguito è presentata una tabella relativa alle amministrazioni che si sono succedute in questo comune.
| Periodo        | Periodo        | Primo cittadino | Partito                                | Carica  | Note  |
| -------------- | -------------- | --------------- | -------------------------------------- | ------- | ----- |
| 6 giugno 1985  | 20 maggio 1990 | Livio Berruti   | Democrazia Cristiana                   | Sindaco | [ 9 ] |
| 20 maggio 1990 | 24 aprile 1995 | Livio Berruti   | Democrazia Cristiana                   | Sindaco | [ 9 ] |
| 24 aprile 1995 | 14 giugno 1999 | Livio Berruti   | Partito Popolare Italiano              | Sindaco | [ 9 ] |
| 14 giugno 1999 | 14 giugno 2004 | Livio Berruti   | Lista civica                           | Sindaco | [ 9 ] |
| 14 giugno 2004 | 8 giugno 2009  | Alberto Pesce   | Lista civica                           | Sindaco | [ 9 ] |
| 8 giugno 2009  | 26 maggio 2014 | Alberto Pesce   | Lista civica Progetto Fontanile        | Sindaco | [ 9 ] |
| 26 maggio 2014 | 26 maggio 2019 | Sandra Balbo    | Lista civica Noi con voi               | Sindaco | [ 9 ] |
| 26 maggio 2019 | in carica      | Sandra Balbo    | Lista civica Noi con voi per Fontanile | Sindaco | [ 9 ] |